# Геркаймер (округ, Нью-Йорк)
Шаблон:StateAbbr_ 43°25′ пн. ш. 74°58′ зх. д. / 43.41° пн. ш. 74.96° зх. д.
Округ Геркаймер (англ. Herkimer County) — округ (графство) у штаті Нью-Йорк, США. Ідентифікатор округу 36043.

## Історія
Округ утворений 1791 року.

## Демографія
За даними перепису 2000 року, загальне населення округу становило 64427 осіб, зокрема міського населення було 31421, а сільського — 33006.
Серед мешканців округу чоловіків було 31248, а жінок — 33179. В окрузі було 25734 домогосподарства, 17101 родин, які мешкали в 32026 будинках. Середній розмір родини становив 2,99.
Віковий розподіл населення поданий у таблиці:
| Стать    | До 15 років | 15-21 | 22-29 | 30-39 | 40-49 | 50-65 | 65-85 | Понад 85 |
| -------- | ----------- | ----- | ----- | ----- | ----- | ----- | ----- | -------- |
| Чоловіки | 6400        | 3378  | 2625  | 4311  | 4746  | 5324  | 4038  | 426      |
| Жінки    | 6336        | 3066  | 2651  | 4428  | 4911  | 5407  | 5363  | 1017     |

## Виноски
1. ↑  U.S. Decennial Census. United States Census Bureau. Архів оригіналу за 26 квітня 2015. Процитовано 5 січня 2015.
2. ↑  Historical Census Browser. University of Virginia Library. Архів оригіналу за 11 серпня 2012. Процитовано 5 січня 2015.
3. ↑  Population of Counties by Decennial Census: 1900 to 1990. United States Census Bureau. Архів оригіналу за 19 лютого 2015. Процитовано 5 січня 2015.
4. ↑  Census 2000 PHC-T-4. Ranking Tables for Counties: 1990 and 2000 (PDF). United States Census Bureau. Архів (PDF) оригіналу за 18 грудня 2014. Процитовано 5 січня 2015.
5. ↑  State & County QuickFacts. United States Census Bureau. Архів оригіналу за 7 червня 2011. Процитовано 11 жовтня 2013.(англ.) Наведено за англійською вікіпедією.
6. ↑  American FactFinder. Бюро перепису населення США. Архів оригіналу за 21 травня 2008. Процитовано 31 січня 2008.

| США | Це незавершена стаття з географії США. Ви можете допомогти проєкту, виправивши або дописавши її. |